# Tatort Internet – Schützt endlich unsere Kinder
Tatort Internet – Schützt endlich unsere Kinder ist eine deutsche Fernsehserie des Senders RTL II, welche zwischen dem 7. Oktober 2010 und dem 22. November 2010 ausgestrahlt wurde und sich in zehn Folgen mit dem sexuellen Missbrauch von Kindern insbesondere im Kontext zum Internet beschäftigte. Sie ist im Bereich zwischen Dokumentation, Doku-Soap und Reality-TV angesiedelt.

## Inhalt
Die in zehn Folgen konzipierte Serie wurde von Diwafilm produziert und vom früheren Hamburger Innensenator Udo Nagel moderiert. Als Co-Moderatorin trat in der ersten Folge die deutsche Vorsitzende von Innocence in Danger, Stephanie zu Guttenberg, auf. RTL II bezeichnete die Sendung als Reportage und investigatives Format. Ihr Konzept basierte auf dem umstrittenen US-amerikanischen Format To Catch a Predator, welches von 2004 bis 2007 vom Sender MSNBC ausgestrahlt wurde, anonymisiert allerdings die Täter. Die Fernsehserie konfrontierte Männer, die glaubten, in Internet-Chats Treffen mit Kindern vereinbart (Cyber-Grooming) zu haben, vor der Kamera mit ihrem Verhalten und dessen sexueller Motivation. Die volljährigen Darsteller gaben sich in der Serie meist als 13-Jährige aus. Den betreffenden Männern wurde von Erwachsenen im Internet ein Kontakt zu Kindern vorgespielt. Anschließend wurden sie bei einem arrangierten Treffen vor der Kamera als potentielle Straftäter zur Rede gestellt. Die Sendung wird laut RTL II von Xavier Naidoo unterstützt.
RTL II kündigte an, eine DVD aufzulegen, die unter anderem Ausschnitte aus der Sendung enthält und zur Aufklärung und Vorbeugung von sexuellem Missbrauch dienen soll. Nach der Kommission für Zulassung und Aufsicht der Landesmedienanstalten (ZAK) habe die Sendung in den ersten Folgen gegen die im Rundfunkstaatsvertrag verankerten Programmgrundsätze verstoßen, wonach die Persönlichkeitsrechte hinreichend gewahrt werden müssen.

## Einschaltquoten
Bei der Auftaktsendung lag der Marktanteil bei 7,7 %, die Sendung wurde von 1,34 Millionen Zuschauern gesehen. Bei der zweiten Folge blieben die Werte weitgehend unverändert (7,3 %, 1,35 Millionen). Eine knappe Million Zuschauer war im werberelevanten Alter. Die vorherige PR – insbesondere durch die Bildzeitung – wurde damit zunächst als erfolgreich bewertet. Zur dritten Folge sanken die Zahlen auf 6,0 % Marktanteil in der Zielgruppe und 1,21 Millionen Zuschauer. Die Werbebranche distanzierte sich von der umstrittenen Sendung, die wegen fehlender Spots ihren Beginn geringfügig verschob.

## Rechtliche Hintergründe
Hintergrund der Serie ist eine Debatte um die Strafbarkeit von Cyber-Grooming. Einerseits ist das „Einwirken“ auf ein Kind durch „Schriften“, um es zu sexuellen Handlungen zu bringen, bereits mit Gefängnis bis zu fünf Jahren bedroht, sofern die Handlungen vor oder an dem Täter oder einem Dritten vorgenommen werden sollen. (§ 176 (3) StGB). Andererseits verneinte RTL II im Falle eines der enttarnten Männer eine Strafbarkeit seines Verhaltens. Die bayrische CSU-Justizministerin Beate Merk forderte, die Anbahnung sexueller Kontakte mit Kindern mittels Chats zukünftig unter Strafe zu stellen. Diese Forderung wurde von Bundesjustizministerin Leutheusser-Schnarrenberger (FDP) mit dem Hinweis auf die bereits seit 2004 bestehende Strafbarkeit solcher Handlungen zurückgewiesen. Der Bundesrichter Thomas Fischer und der Strafrechtler Jörg Eisele äußerten vor der dritten Folge der Sendung, eine Verschärfung sei unnötig. Eisele monierte, die Sendung sei nicht ausreichend juristisch recherchiert.

## Rezeption
Klaus Jansen, der Vorsitzende des Bundes deutscher Kriminalbeamter, wies in der Neuen Osnabrücker Zeitung Kritik an der Sendung zurück und forderte die Öffentlich-Rechtlichen Sender auf, ähnliche Formate in ihr Programm aufzunehmen. Stefan Niggemeier kritisiert die „frivole Spannung“ und das „hysterisch-hilflose Niveau“ der Sendung und bescheinigt ihr „lediglich einen aufklärerischen Effekt, Eltern und Kinder davor zu warnen, wie leicht es für Pädophile ist, sich im Internet an Minderjährige heranzumachen“.
Die Kritik der Zuschauer entzündete sich unter anderem daran, dass trotz der Unschuldsvermutung eine Hetzjagd auf möglicherweise Unschuldige ausgelöst werden könnte. Tatsächlich wurde einer der Männer trotz Anonymisierung identifiziert. Personalien und Fotos des Mannes wurden im Internet veröffentlicht; er und seine Familie im Folgenden bedroht.
Dem Leiter eines Kinderdorfes wurde nach seiner Enttarnung gekündigt. Der Betroffene galt eine Woche als vermisst, bis die Polizei mitteilte, dass ihr sein aktueller Aufenthaltsort bekannt sei. Die Caritas, seine Arbeitgeberin, kritisierte, dass weder sie noch die Staatsanwaltschaft über den Verdacht gegen ihn informiert worden waren. RTL II entgegnete, dass in diesem Fall kein Straftatbestand vorgelegen habe und der Sender somit auch niemanden hatte  informieren dürfen, änderte jedoch später seine Vorgehensweise.
Die hessische Landesmedienanstalt prüfte, ob Vorgaben des Jugendschutzes eingehalten und Persönlichkeitsrechte verletzt wurden. Der Direktor der saarländischen Landesmedienanstalt, Gerd Bauer, kritisierte das Format, da es, anstatt Aufklärung zu bieten, nur die Sensationsgier befriedige und die Gefahr einer pauschalen Verurteilung des Internets bestünde.
Die Produzentin der Sendung Danuta Harrich-Zandberg bestätigte Meldungen, dass sie und ihr Team Morddrohungen erhalten hätten. Auch Stephanie zu Guttenberg werde bedroht. In Internetmagazinen und Blogs führte die Serie zu einem erneuten Aufflammen der Debatte über das Verhältnis von Jugendschutz und Internet und über geeignete netzpolitische Maßnahmen.
Bernd Gäbler kritisierte die Sendung als „Personality-PR“ zu Guttenbergs zwischen „Titten und Kumpelwitze der Bild, zwischen Big Brother“ sowie Geständnissen „Sexsüchtiger auf RTL2“. Mit Aussagen wie „Jede Minute am Computer macht ein Kind zum potenziellen Opfer“ oder „Das Internet ist der größte Tatort der Welt“ würden komplexe Sachverhalte komprimiert zusammengefasst, sexueller Missbrauch von Kindern sei aber so abscheulich, dass wohl kein Mensch widersprechen könne, nur eine solche Provokation würde Aufmerksamkeit schaffen.
Die Bundesjustizministerin Sabine Leutheusser-Schnarrenberger mahnte zur Zurückhaltung und warnte davor, dass der Rechtsstaat in eine Schieflage geraten könne. Als frühere und designierte Vorsitzende der Kinderkommission des Deutschen Bundestages äußerte sich auch die Bundestagsabgeordnete Marlene Rupprecht. Sie bezeichnete Tatort Internet als rechtsstaatlich bedenklich und erklärte, die Sendung provoziere Straftaten und gehöre verboten.
Auch der Umgang mit den Opfern pädosexueller Straftaten wurde kritisiert. So wurde in der ersten Folge das Schicksal einer 12-Jährigen, die von einem älteren Mann missbraucht worden war, in seinen Einzelheiten dargestellt und szenisch nachgespielt. Wobei es dem Opfer, das nicht anonymisiert wurde, sichtlich schwerfiel, über das Geschehene zu berichten. Drei Kinderschutzvereinigungen distanzierten sich von der Sendung. Diese stärke Vorurteile und leiste keinen Beitrag zum Kinderschutz.